# لينسبوروغ (ماساتشوستس)
لينسبوروغ (بالإنجليزية: Lanesborough, Massachusetts)‏ هي منطقة سكنية تقع في الولايات المتحدة في مقاطعة بيركشاير (ماساتشوستس). يقدر عدد سكانها بـ 3,091 نسمة ومساحتها 76.6 كم2 و وترتفع عن سطح البحر 344 متر.

## أعلام
- والاس أوسغود فين
- بيتر غريس
- جورج ن. ستيرنز
- جوش بيلنغز